# 国会議事堂 (タイ)
国会議事堂（こっかいぎじどう、タイ語: สัปปายะสภาสถาน）は、タイ国民議会の議事堂。首都バンコクのチャオプラヤー川に面している。2021年に完成した。

## 概要
タイ名の「サッパヤ・サパサタン」は「良い行いをする場所」という意味である。初代議事堂のアナンタサマーコム殿から数えて三代目となる。延床面積は約42万㎡で、世界最大級の議事堂建築である。通常外部に設置されることが多い関連施設が内部にあるため、複合的な建物となっている。具体的には議員事務棟（日本では議員会館）、国際会議場、博物館、教育施設、宴会ホール、駐車場（2000台）などである。
議事堂内部には情報化社会に対応した最新の通信設備が導入された。また、内装にはチーク材がふんだんに使われ快適なオフィス空間が構築されている。議事堂の外部は可能な限り緑化されており、周辺との調和に配慮している。中央部の黄金の塔は仏塔を模したものである。
旧議事堂はタイ王室の所有地に立地していため王室に返還された。

## 評価
議事堂の設計はコンペで選ばれた建築家のTheerapol Niyomが担当したが、「タイらしさ」を強調したデザインは賛否両論となった。保守的、宗教的過ぎるという意見があった。また、チーク材の調達のため大量の木が伐採されたこと 、建設費が当初の予定を大幅に上回ったこと、工事が遅れたことが批判の対象となった。

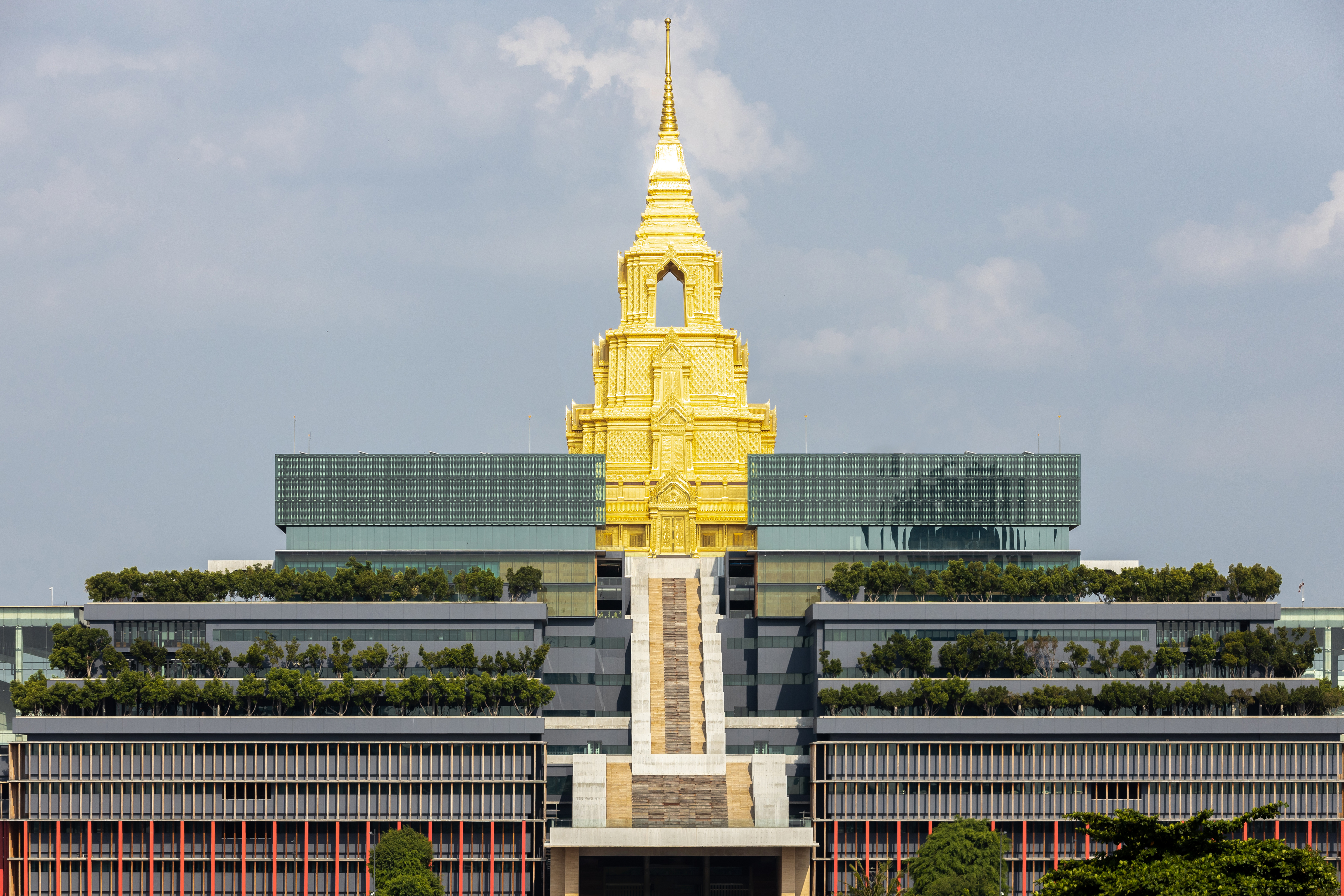
仏塔
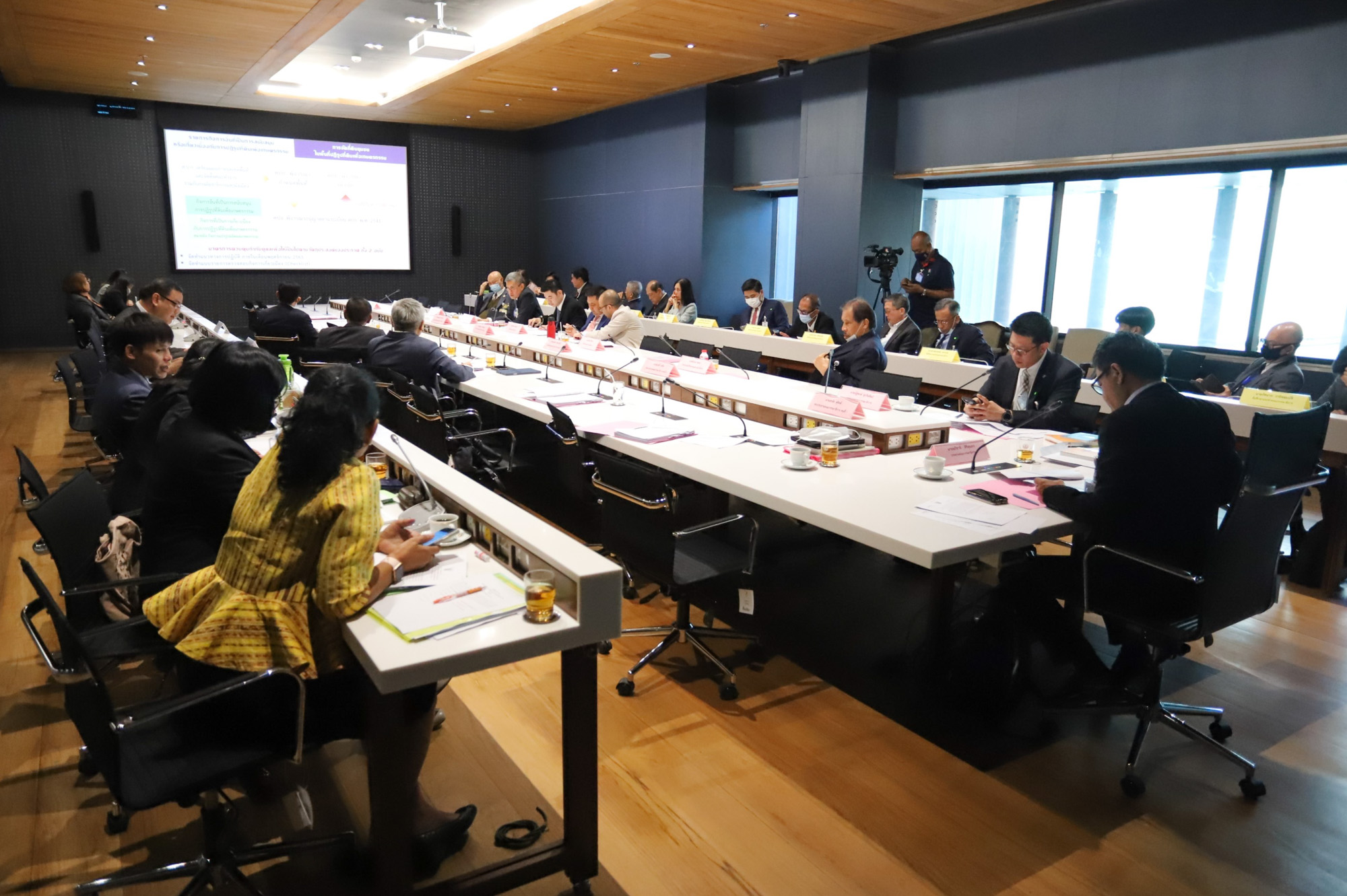
委員会室304号
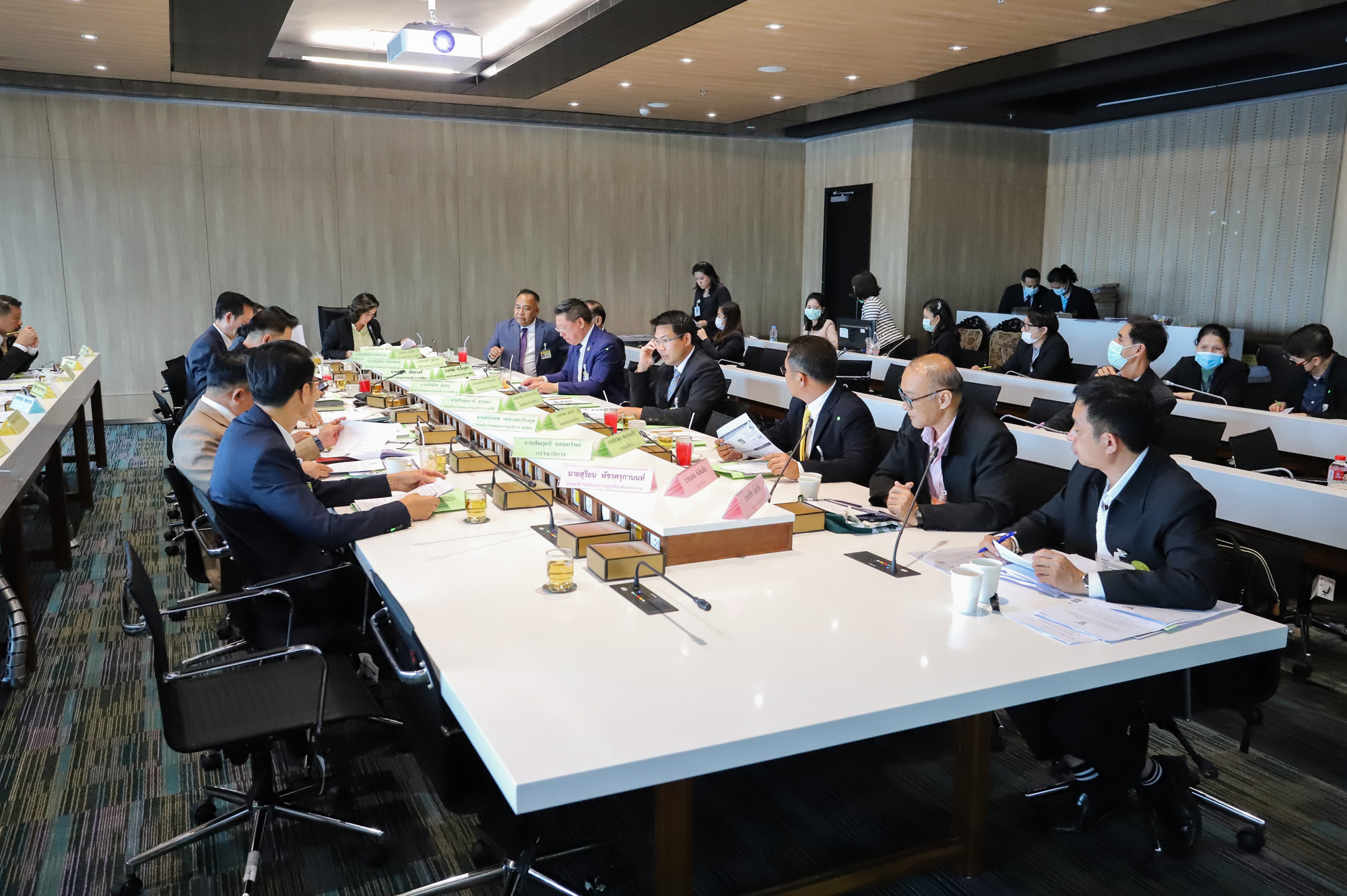
委員会室417号
パノラマ
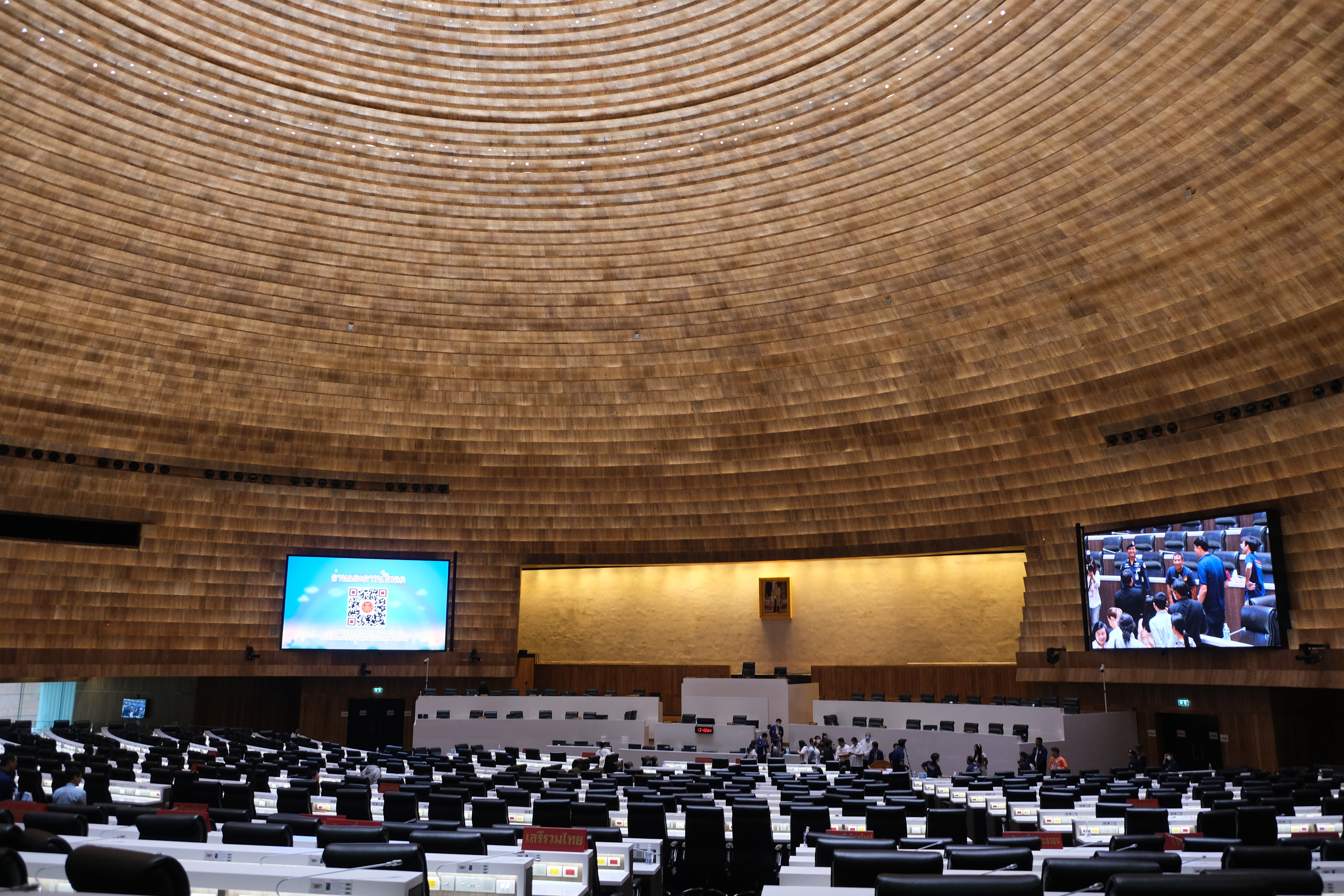
プラ・スリヤン・チェンバー
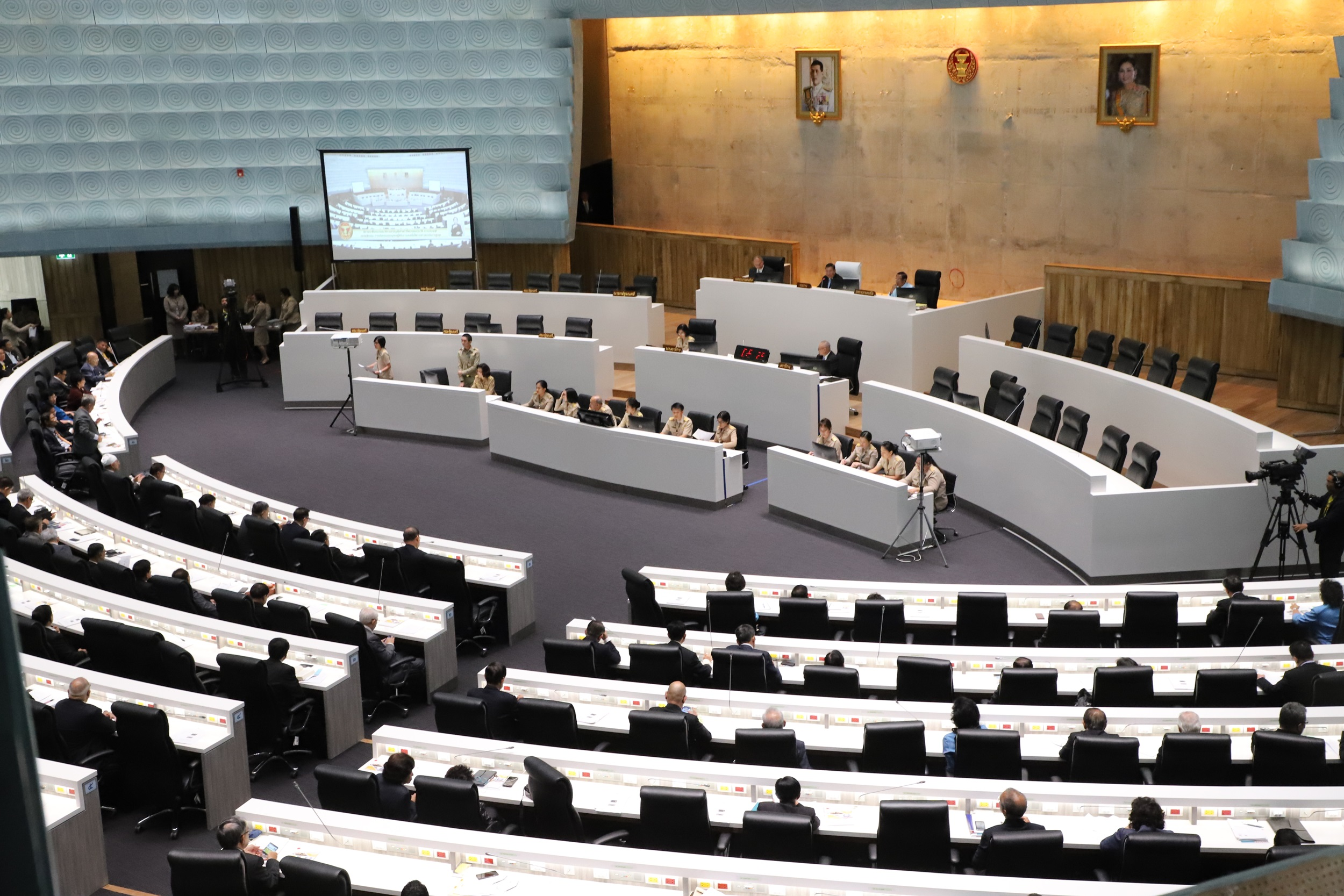
チャントラ チェンバー